# Franz Jircik

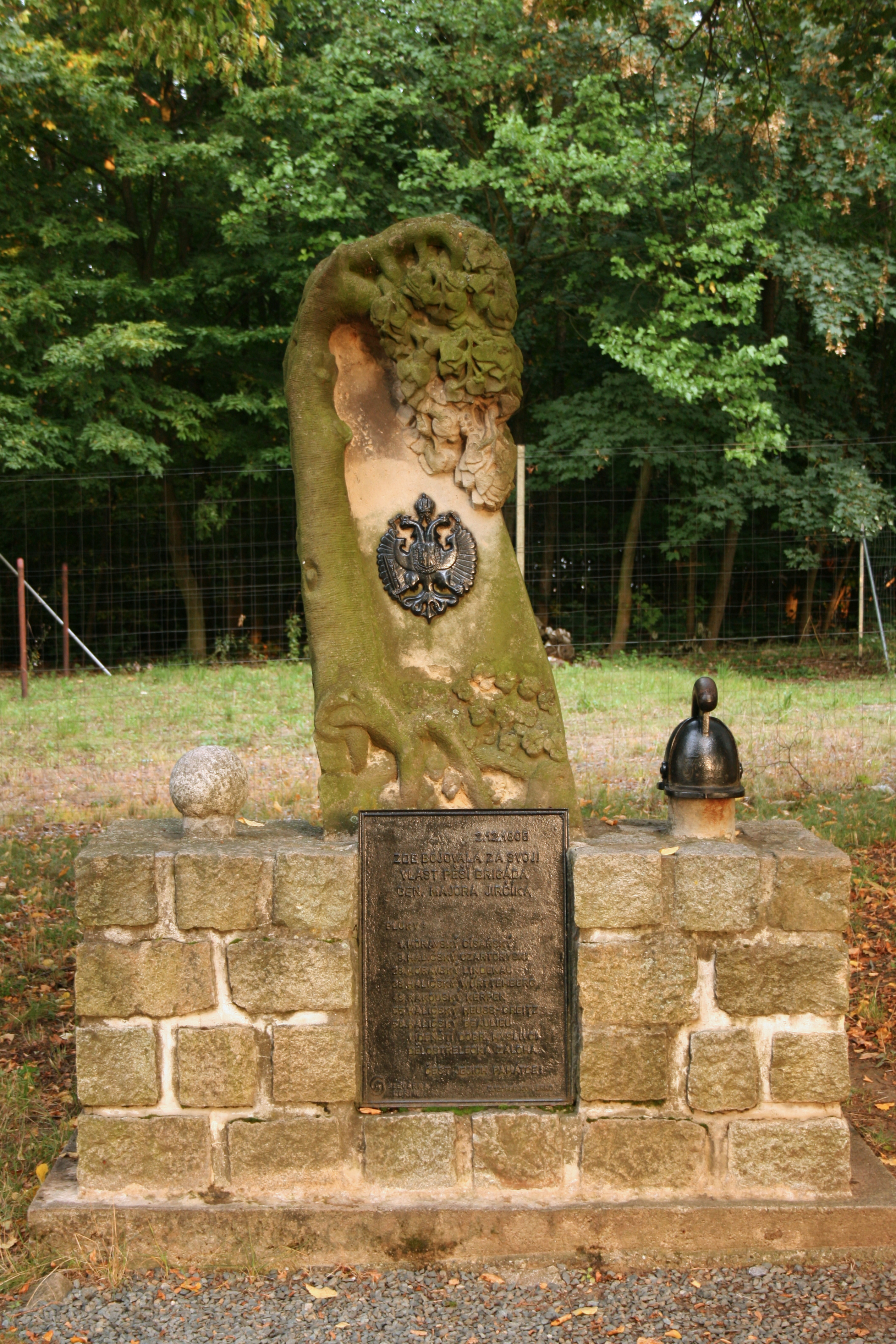
Denkmal für Generalmajor Jircik auf dem Pratzen bei Austerlitz

Franz Jircik auch Juerczik oder Jurczek oder Jurczik oder František Jirčik; in manchen Quellen Franz von Jircik (* 1758 in Kutná Hora; † 19. Dezember oder 21. Dezember 1805 in Uherské Hradiště) war ein kaiserlicher bzw. kaiserlich-österreichischer Generalmajor tschechischer Herkunft und kämpfte in der Schlacht bei Austerlitz.

## Leben

### Türkenkrieg und Erster Koalitionskrieg
Franz Jircik trat, zur Zeit des bayerischen Erbfolgekrieges, 1778 als Fähnrich, in das 12. Deutsch-Banater Grenzregiment ein. 1789 wechselte er von diesem als Oberleutnant in den Generalstab.
1790 nahm er am Russisch-Österreichischen Türkenkrieg teil. Da er schon häufig Beweise von Tapferkeit und Klugheit gegeben hatte, wurde er im Jahre 1790 von General Fabry mit einem Trompeter nach Gladowa, einer befestigten Stadt in Serbien, entsandt, um den türkischen Kommandanten zur Übergabe zu bewegen. Der Ergebnis seiner Mission führte zu seiner Beförderung zum Hauptmann. 1796 war er Major im General-Quartiermeister-Stab. Am ersten Koalitionskrieg nahm er in Italien teil. Im Januar 1797 wurde er zum Oberstleutnant befördert. Bald darauf zeichnete er sich bei Bevilaqua aus. Während des Entsatzversuches von Mantua geriet er am 16. Januar 1797, mit dem Korps des Marquis von Provera, in Kriegsgefangenschaft. Nach der Freilassung kämpfte Jircik mit der  Reichsarmee in Bayern.
Franz Jircik wurde am 1. Juni 1801 zum Oberst des Slawonischen Grenz-Infanterieregiment Nr. 8 (Gradiskaner) in Nova Gradiška befördert. Am 1. September 1805 wurde er mit Rang vom 27. März 1805 zum Generalmajor ernannt.

### Schlacht bei Austerlitz
In der Schlacht bei Austerlitz befehligte Jircik die 3. Infanteriebrigade in der 4. gemischten Kolonne der Verbündeten unter dem österreichischen General Kolowrat und dem russischen General Miloradowitsch.
Gliederung der Brigade Jircik, mit insgesamt 4.800 Mann
- Infanterieregiment Kaiser (ein Bataillon)
- Infanterieregiment Czartoryski (ein Bataillon)
- Infanterieregiment Reuss-Greiz (ein Bataillon)
- Infanterieregiment Württemberg (ein Bataillon)
- Infanterieregiment Beaulieu (ein Bataillon)
- Infanterieregiment Kerpen (ein Bataillon)
- Infanterieregiment Lindenau (ein Bataillon)
- Wiener Jäger (zwei Kompanien)
- Pioniere (zwei Kompanien)

Am Morgen der Schlacht nahm er mit seiner Brigade auf dem Kamm des Pratzen in drei Kampflinien Aufstellung. Nach dem Angriff der französischen Truppen unter General Vandamme eilte er General Sergei Kamensky aus der Kolonne Langerons zu Hilfe. Trotz der Überraschung durch den französischen Angriff konnte die Verteidigung der Höhe organisiert werden. Zwei Stunden dauerte der Kampf, der häufig mit dem Bajonett von beiden Seiten unerbittlich geführt wurde. Durch Jirciks Angriff konnte der Berggipfel noch einmal zurückerobert werden. Er stand hier dem Hauptangriff der französischen Truppen gegenüber. Gegen 12:00 Uhr wurde Jircik jedoch zum Rückzug gezwungen und dabei tödlich verletzt. Nach der Niederlage flohen seine Truppen mit ihrem verletzten Kommandeur über Hostěrádky-Rešov.
Franz von Jircik starb drei Wochen später, als einziger österreichischer General, an den Folgen der Verletzung der Schlacht in Uherské Hradiště.

## Denkmäler
Für Generalmajor Jircik und seine Brigade wurde auf dem Schlachtfeld von Austerlitz, in unmittelbarer Nähe des Museums, ein Denkmal errichtet.
In der Ruhmeshalle des Heeresgeschichtlichen Museums Wien ist er als Franz von Jircik verewigt.